# José Vargas (basket-ball, 1963)
 (octobre 2019).
Si vous disposez d'ouvrages ou d'articles de référence ou si vous connaissez des sites web de qualité traitant du thème abordé ici, merci de compléter l'article en donnant les références utiles à sa vérifiabilité et en les liant à la section « Notes et références ».
Pour les articles homonymes, voir Vargas.
José Vargas (né le 23 juin 1963 à La Romana, en République dominicaine) est un ancien joueur dominicain de basket-ball, évoluant au poste de pivot.

## Carrière

### Distinctions
- MVP du All-Star Game LNB 1991